# Charles Martin Hall
Charles Martin Hall, född den 6 december 1863 i Thompson, Ohio, död den 27 december 1914 i Daytona, Florida, var en amerikansk kemist och uppfinnare. 
Hall uppfann samtidigt som men oberoende av Paul Héroult den elektrolytiska metoden att tillverka aluminium. Patenten är daterade 1886. Halls metod upptogs av Pittsburgh Reduction Company. Han tilldelades Perkinmedaljen 1911.